# Kleine kroonslak
De kleine kroonslak (Doto maculata) is een slakkensoort uit de familie van de kroonslakken (Dotidae). De wetenschappelijke naam van de soort werd in 1804 als Doris maculata voor het eerst geldig gepubliceerd door George Montagu.

## Beschrijving
Met een maximale lengte van 9 mm is de kleine kroonslak een van de kleinere vertegenwoordigers van de Doto coronata-soortcomplex. Een van de meest onderscheidende kenmerken is de lengte van de knobbeltjes (wratten) op de 4 tot 5 paar cerata en een ingesneden koprand. De ceratale tuberkels zijn vrij langwerpig en hebben eindstandig kastanjebruin-rode vlekken, behalve de terminale tuberkel, die vaak de vlek mist. Het lichaam is wit met schaarse vlekken van rood pigment. Deze naaktslak voedt zich uitsluitend met de kleine hydroïdpoliep Halopteris catharina. Deze hydroïdpoliep groeit in dichte plekken op rotsen, wrakken en op de zakpijpensoort Ascidia mentula, meestal in de circalittorale zone. 

## Verspreiding
Langs de West-Europese kust is de kleine kroonslak zeldzaam en voornamelijk bekend van enkele vindplaatsen in de Ierse en westelijke Britse kustwateren, van het zuidwesten van Engeland tot aan het noordwesten van Schotland. Van de Nederlandse kust is slechts één enkele waarneming bekend, op ca. 12 meter diepte in de noordwestelijke Oosterschelde (Burghsluis, juni 1998). Dit is, voor zover bekend, de eerste en enige continentale Europese waarneming.